# Bergville
Bergville - miasteczko w Republice Południowej Afryki, położone w prowincji KwaZulu-Natal, w dystrykcie Uthukela, w gminie Okhahlamba.
Bergville leży u podnóża Gór Smoczych, nad rzeką Tugela. Znajduje się ok. 200 km od Durbanu.